# Sofie Petersen
Sofie Bodil Louise Lisbeth Petersen, född 23 november 1955 i Maniitsoq, är en grönländsk teolog och biskop i Grönlands stift sedan 1995. Tillsammans med Lise-Lotte Rebel hör hon till Danmarks och Rigsfællesskabets första kvinnliga biskopar. Petersen är även den ena av endast två utbildade teologer på Grönland. Hon är riddare av Dannebrogsorden sedan 1996.
Sofie Petersen är dotter till prästen Jørgen Malakias Pavia Petersen (1918–1991) och Margrethe Beate Katje Berglund (1919–1997). Hon är det näst yngsta barnet i en syskonskara på åtta. Hon gick på realskola i Nuuk och flyttade sedan till Danmark 1973, där hon tog Højere forberedelseseksamen vid Birkerød Statsskole 1975. Hon läste sedan ett halvår på Ilinniarfissuaq (Grønlands Seminarium) innan hon uppmanades av skolans rektor att söka in på teologiprogrammet på Köpenhamns universitet. Hon tog så teologiexamen 1986 som den första grönländska kvinnan. Året därpå blev hon prästvigd i Sisimiuts kyrka och arbetade sedan präst i Maniitsoq till 1990. Hon flyttade sedan till Ilulissat, där hon verkade som präst till 1995. Hon har även varit sekreterare i Den Grønlandske Kirkesag (1983–1986). Hon vigdes, som den första kvinnan, till biskop över Grönlands stift 1995. Hon blev därmed stiftets andra biskop sedan dess grundande 1993. 
Utöver sitt biskopsämbete är Petersen aktiv i själasorgsarbete och har varit en aktiv debattör i grönländska och danska medier. Hon har bl.a. uttalat sig om självmord och incest, som är ett utbrett problem på Grönland. Hon menar bl.a. att samhället inte i tillräcklig utsträckning tar sig an dessa problem. Hon har också varit aktiv kyrkans klimat- och miljöarbete med särskilt fokus på Arktis. Detta arbete ansvarar hon också för i Kyrkornas världsråd. Som biskop har hon också stått bakom arbetet med nyöversättningen av den grönländska Bibeln och utformandet av en ny ritualbok samt psalmbok.